# لوران سار
لوران سار هو منافس ألعاب قوى سنغالي، ولد في 1943.

## وصلات خارجية
- لوران سار على موقع أوليمبيديا (الإنجليزية)